# 1770 az irodalomban

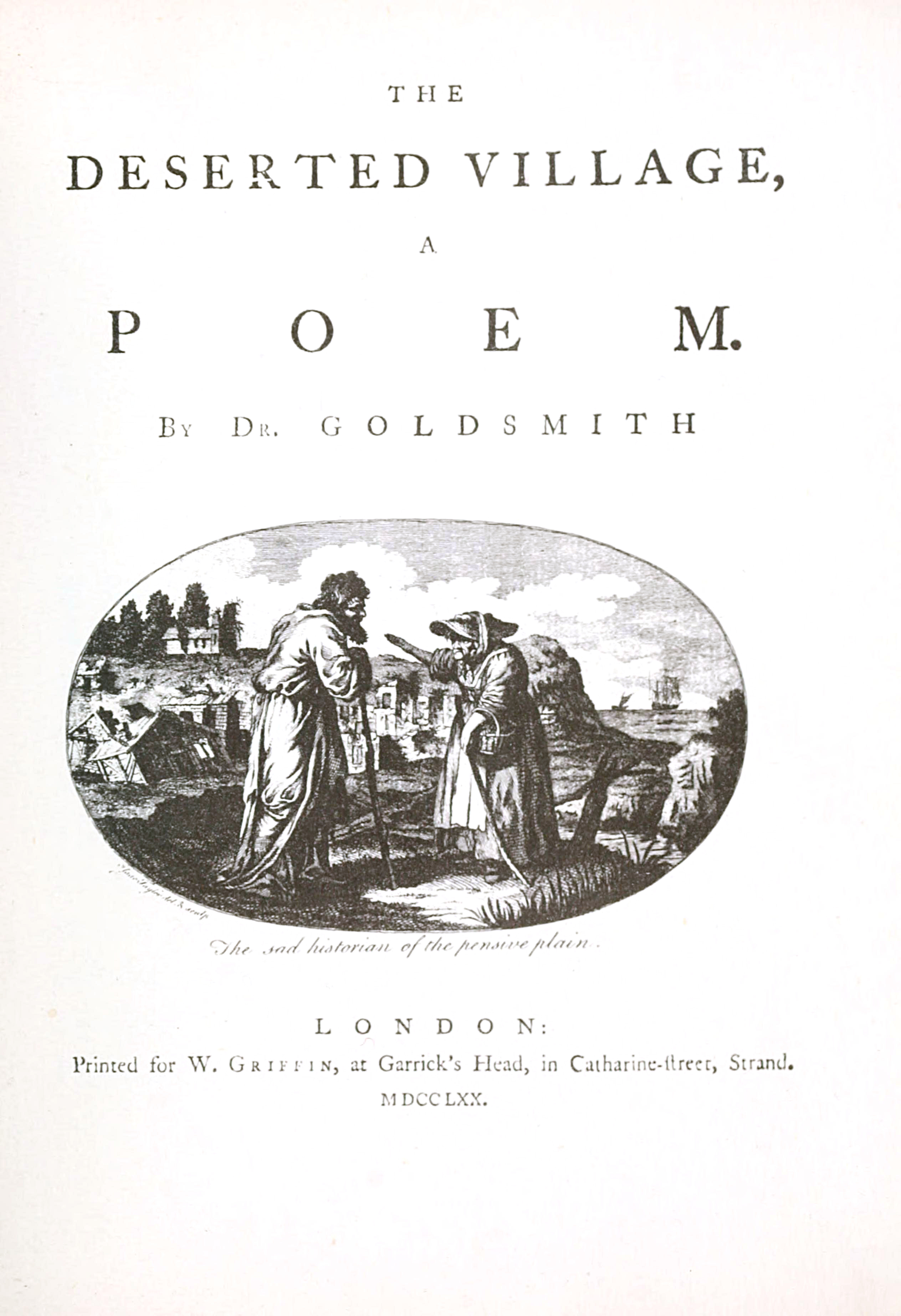
The deserted village

Az 1770. év az irodalomban.

## Megjelent új művek

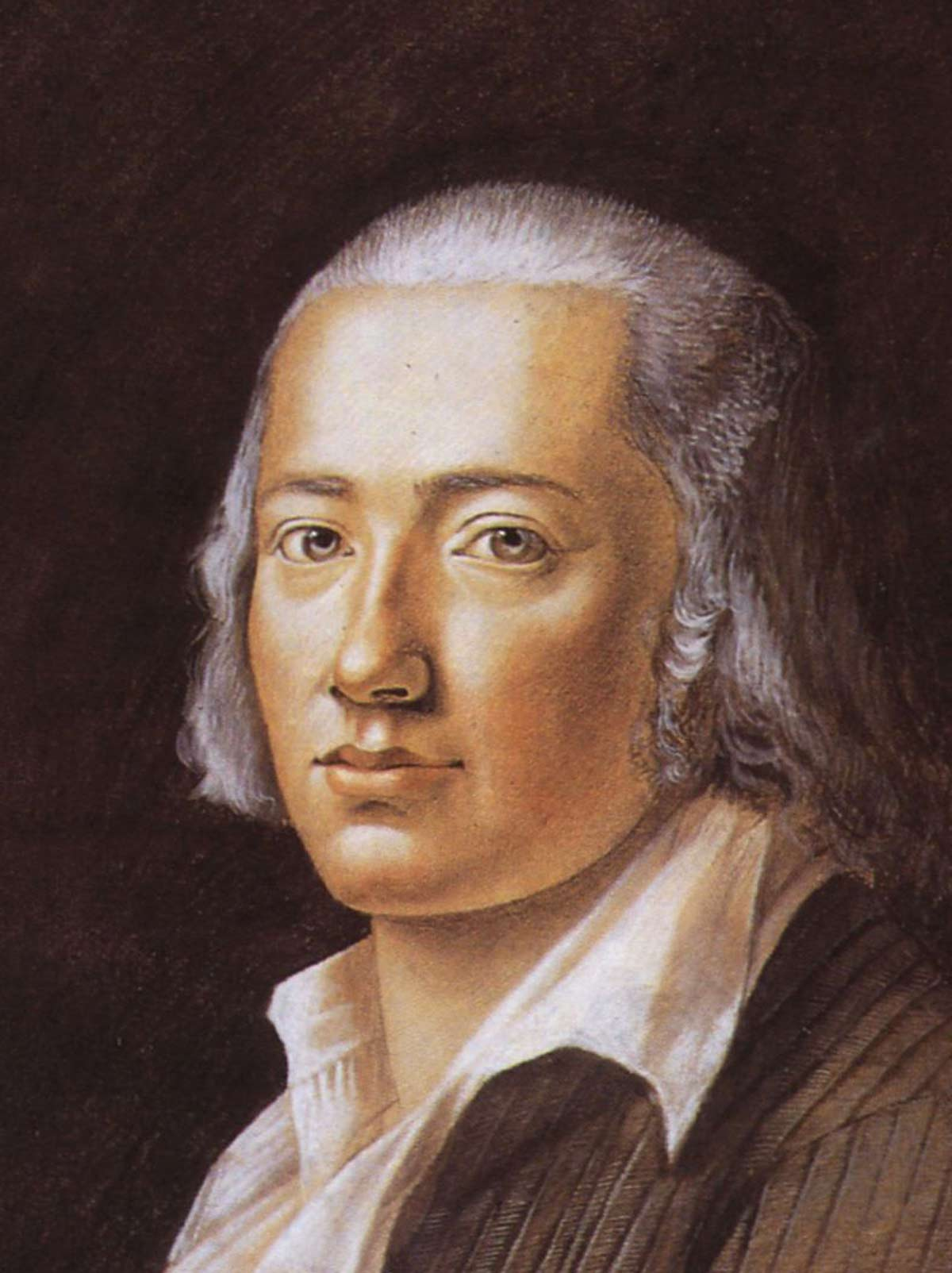
Friedrich Hölderlin

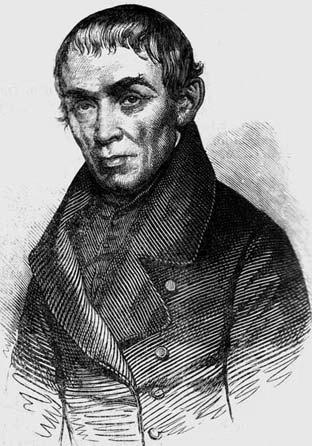
Kis János

- Oliver Goldsmith angol író költeménye: The deserted village (Az elhagyott falu).
- Paul Henri Thiry d’Holbach (Holbach báró) materialista filozófus fő műve: A természet rendszere (Système de la nature ou des lois du monde physique et du monde moral) [Mirabaud  álnéven jelent meg].

### Dráma
- Pierre Beaumarchais színműve: Les Deux Amis, ou le Négociant de Lyon (A két barát).
- Johannes Ewald dán költő, drámaíró tragédiája: Rolf Krage.

## Születések
- március 8. – Pápay Sámuel magyar író, nyelvész, az első magyar nyelvű rendszeres irodalomtörténet szerzője († 1827)
- március 20. – Friedrich Hölderlin német költő, gondolkodó († 1843)
- április 7. – William Wordsworth angol romantikus költő († 1850)
- április – Farkas András magyar költő († 1832)
- szeptember 22. – Kis János magyar költő, műfordító († 1846)
- november 16. – Étienne Pivert de Senancour francia író († 1846)
- december – James Hogg skót költő, író († 1835)
- 1770 – Vasile Aaron román költő, műfordító († 1822)

## Halálozások
- augusztus 24. – Thomas Chatterton fiatalon elhunyt angol költő, akit zseniális hamisítványai tettek híressé (* 1752)